# L'Altar del Músic
L'Altar del Músic és una cavitat del terme municipal d'Isona i Conca Dellà, a la comarca del Pallars Jussà, dins de l'antic terme de Benavent de Tremp.
Està situada al poc més de 500 metres al sud del poble de Benavent de la Conca, al vessant occidental del Roc de Benavent.